# Tapirus pinchaque
El tapir andino, danta de montaña o danta de páramo (Tapirus pinchaque) es una especie de mamífero perisodáctilo de la  familia de los tapíridos. Es una de las cuatro especies de tapir existentes en América, y el único que vive fuera de las selvas tropicales en estado salvaje. En quechua, se le conoce como sacha huagra, en guaraní, mborevi.

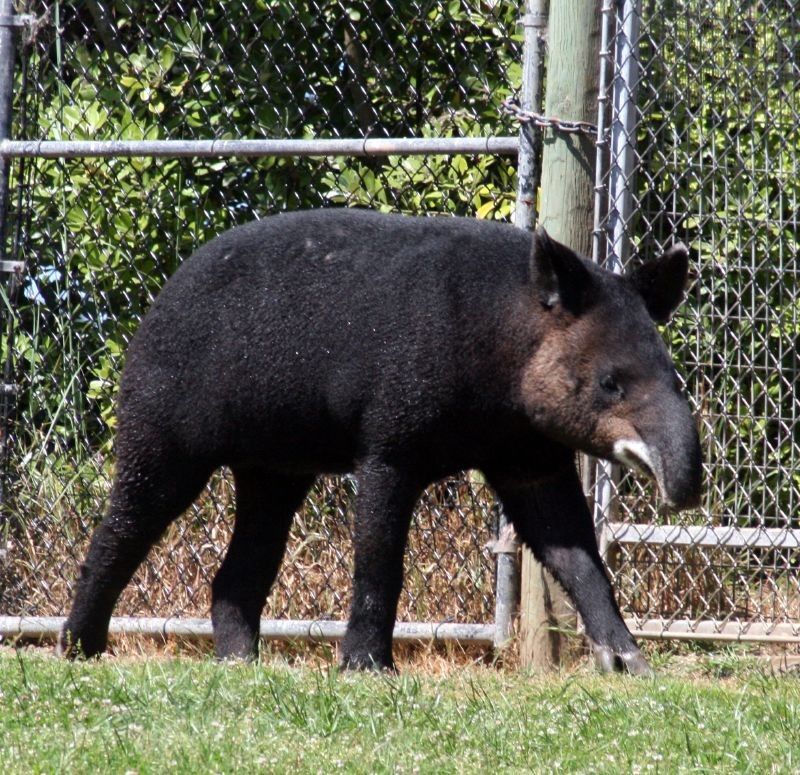
Tapir andino adulto.

## Descripción

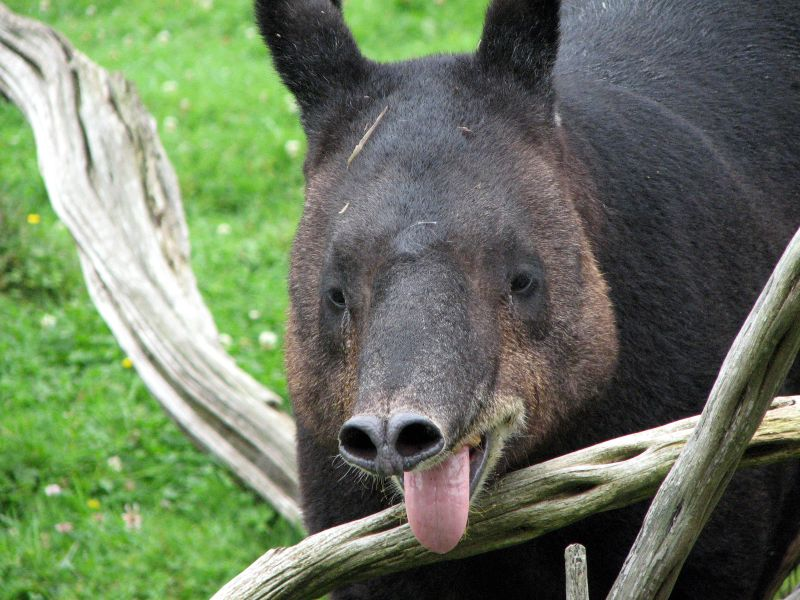
Detalle de la cabeza de un tapir andino adulto.

Mide en promedio 180 cm de largo y entre 75 y 90 cm de alto, la hembra es algo más grande y pueden medir hasta 200 cm de largo y más de 90 cm de alto. El peso varía entre 90 y 180 kg, aunque los ejemplares más grandes pueden llegar a los 260 kg. Las patas son delgadas pero fuertes, las delanteras terminan en cuatro dedos y las traseras en tres dedos. El pelaje es de color marrón negruzco, a diferencia de las demás especies de tapir, posee un vellón lanudo muy cerrado de unos 40 mm (por lo que también se le conoce como «tapir lanudo»), como adaptación al clima frío de montaña y la radiación solar en la altitud de su hábitat. Los labios y orejas tienen un característico borde blanco. De las cuatro especies de tapir del nuevo mundo, es la de trompa más larga, superada por la del asiático tapir malayo (Tapirus indicus).

## Historia
El tapir de montaña es la especie de tapir viva menos especializada y la que ha cambiado menos desde el origen del género a principios del Mioceno. Los estudios genéticos han demostrado que los tapires de montaña se separaron de su pariente más cercano, el tapir amazónico, a fines del Plioceno, hace unos tres millones de años. Esto habría sido poco después de la formación del istmo panameño, permitiendo que sus antepasados migraran hacia el sur desde sus respectivos puntos de origen en América Central como parte del Gran intercambio americano. Sin embargo, las especies modernas probablemente se originaron en los Andes, algún tiempo después de esta migración temprana.
En 1828, el gobierno francés encargó al naturalista François Désiré Roulin llevar a cabo una investigación topográfica en el área, donde capturaron a un tapir de montaña para publicar la primera descripción oficial en los Annales des Sciences naturelles, en París, en 1829.

### Etimología
El nombre de la especie proviene del término "La Pinchaque" o "Panchique", una criatura mitológica que se dice que habita en las mismas regiones que el tapir de montaña. Al parecer un fantasma o reencarnación de un cacique que se cree vivió al oriente de Popayán, el cual se les aparecía a los campesinos en ciertas ocasiones como señal de riesgo o mal presagio.

## Ecología

### Distribución
El tapir de montaña se encuentra en los bosques nubosos y páramos de las cordilleras oriental y central de Colombia (donde se conoce como "danta cordillerana" o "danta lanuda"), Ecuador (llamado "danta negra") y el extremo norte de Perú (donde se le llama "tapir de altura"). Su alcance puede extenderse hasta el noreste de Colombia y oeste de Venezuela (donde es llamado "danta andina"), pero su presencia es escasa o casi nula en esta región. Comúnmente vive en elevaciones entre 2000 y 4300 metros (Los montañistas han encontrado huellas de este animal a una altitud de 4700 m s. n. m. en la nieve del volcán Sangay).  Dado que a esta altitud las temperaturas caen frecuentemente bajo cero, su pelaje lanoso es esencial. 
Durante la estación húmeda, los tapires de montaña tienden a habitar los bosques andinos, mientras que durante los meses más secos se trasladan al páramo, donde menos insectos picadores los molestan. El tapir de montaña no tiene subespecies reconocidas. 
En Colombia, la especie se encuentra en siete parques nacionales, por ejemplo en el parque nacional de Sumapaz, que alberga áreas particularmente grandes de hábitat adecuado para el tapir de montaña. Uno de los escondites más importantes de tapires de montaña en América del Sur es el parque nacional Sangay en Ecuador.
También se están realizando esfuerzos de protección en el norte de Perú, donde viven pequeñas poblaciones del tapir de montaña cerca de Cerro Negro. 
En Perú, está protegido en el Santuario Nacional Tabaconas Namballe. La especie necesita extensiones continuas de bosque nublado y páramo , en lugar de parches aislados, para reproducirse y mantener una población sana, y este obstáculo es una preocupación importante para los conservacionistas que intentan proteger al animal en peligro de extinción.

### Comportamiento

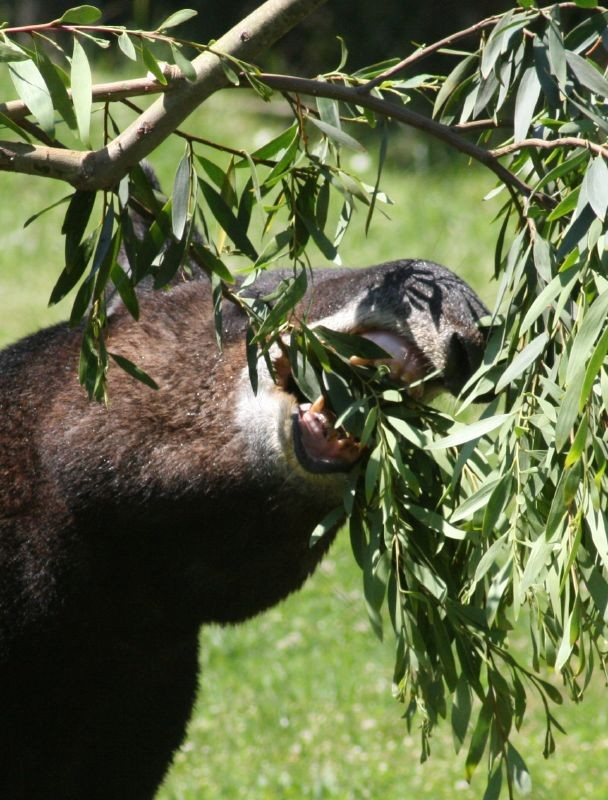
Tapir comiendo.

Como todos los tapires, el tapir de montaña tiene buen oído y olfato. El sentido de la vista está menos desarrollado, pero aún sirve como medio de comunicación a corta distancia, ya que reaccionan a los movimientos rápidos de las orejas de otros tapires, cuyo efecto se ve reforzado por los bordes blancos en las puntas de las orejas. Se considera que un silbido agudo es para mantenerse en contacto, mientras que un chirrido agudo se usa en caso de peligro, tanto para sí mismo como aviso para otros.
Es generalmente solitario, huidizo y nocturno, a menudo se retira al matorral durante el día, pero también puede estar parcialmente activo a la luz del día. A pesar de su apariencia, puede escalar, nadar y bucear muy bien. A menudo se revuelca en el lodo, aunque también puede sumergirse en charcas ante una señal de peligro, en raras ocasiones puede rociar agua con su trompa o dar mordidas con sus filosos incisivos y caninos. 
Forma grupos grandes durante la temporada de celo. Los machos mantienen territorios de 2.5 a 3.5 km², los de las hembras a veces tienen un tamaño de hasta 8 km², pero la extensión de estos cambia durante el año.
Tiene una dieta muy variada, con unos 200 tipos de plantas diferentes, al alimentarse de frutas y bayas también contribuye a la propagación de sus semillas, una planta particularmente beneficiada por este método es la palma de cera del Quindío, al punto que su cobertura se reduce en áreas donde el tapir se ha extinto. Ocasionalmente lame rocas para obtener sales que complementan su dieta, y otros minerales que le ayudan a neutralizar componentes tóxicos de algunas de las plantas que ingiere.

### Reproducción
Las hembras tienen un ciclo estral de 30 días y generalmente se reproducen solo una vez cada dos años. Durante el cortejo, el macho persigue a la hembra y usa mordiscos suaves, gruñidos y chillidos para llamar su atención, mientras que la hembra responde con chillidos frecuentes. Después de un período de gestación de 392 o 393 días, la hembra da a luz a una sola cría; Los nacimientos múltiples son muy raros. Los tapires recién nacidos de montaña pesan entre 5,4 y 6,2 kg, miden unos 30 cm de alto y tienen un pelaje marrón con manchas y rayas de color blanco amarillento que les sirve de camuflaje. Al igual que los adultos, los tapires bebé tienen un pelaje grueso y lanoso para ayudarlos a mantenerse calientes. El destete comienza alrededor de los tres meses de edad y termina a rededor del año, momento en el que alcanzan unos 100 kg. La coloración inmadura se desvanece después de aproximadamente un año, pero la madre continúa cuidando a sus crías durante unos 18 meses. Los tapires de montaña alcanzan la madurez sexual a los tres años y han vivido hasta 27 años en cautiverio.

## Conservación

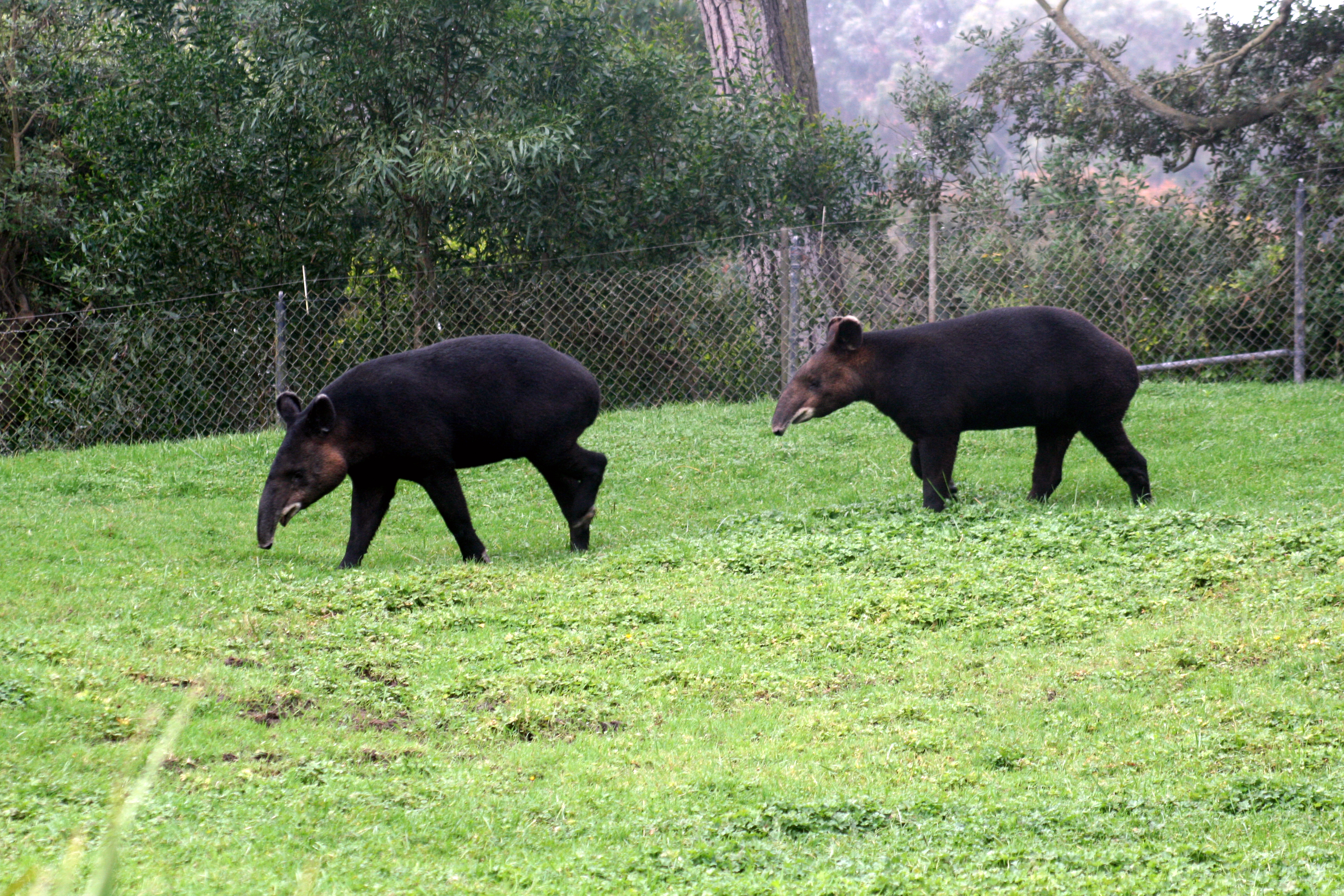
Pareja en el zoológico de San Francisco.

El tapir de montaña es la especie más amenazada de las cinco especies vigentes, clasificada como "En peligro de extinción" por la UICN en 1996. Según la UICN, había un 20% de posibilidades de que la especie se hubiera extinto para 2014. Debido a la fragmentación de su hábitat, las poblaciones restantes pueden haber caído por debajo del nivel requerido para mantener la diversidad genética. Históricamente, los tapires de montaña han sido cazados por su carne y pieles, mientras que los dedos de los pies, las trompas y los intestinos entre otras partes, se usan en medicinas populares locales y como afrodisíacos. Otro factor de riesgo para los tapires es que ocasionalmente irrumpen en campos de cultivo, exponiéndose a ser atacados por los agricultores que protegen sus productos, siendo esto la consecuencia de la deforestación para la agricultura, que junto con la minería y la caza furtiva son sus principales amenazas.
Se calcula que quedan unos 2000 - 2500 individuos en la naturaleza, lo que dificulta aún más sus estudios científicos. Además, se encuentran muy pocos en los zoológicos. Solo un puñado de parejas reproductoras de esta especie existe en cautiverio en el mundo: en el zoológico de Los Ángeles, el zoológico Cheyenne Mountain en Colorado Springs y, a partir de 2006, el zoológico de San Francisco. En Canadá, una pareja reproductiva se mantenía en Langley, en el Centro de Conservación y Reproducción de Mountain View, pero se desconoce la situación actual de estos animales.
Los nueve individuos en cautiverio son descendientes de solo dos animales fundadores.[cita requerida] Esto representa una clara falta de diversidad genética y puede no ser un buen augurio para su continua existencia en cautiverio. Los tres zoológicos que albergan a esta especie están trabajando para garantizar que las poblaciones silvestres restantes de tapires de montaña estén protegidas. Se enviaron dos hembras de tapir de montaña del Zoológico de San Francisco al Zoológico de Cali, lo que las convirtió en su momento en los únicos tapires cautivos en su área de distribución natural; aunque una de ellas murió tiempo después de su arribo;
Un macho que se mantenía en Pitalito, murió en 2018. En 2015 una cría macho fue rescatada de tenencia ilegal en la cuenca del río Mayo, en Nariño  y enviada al Zoológico de Cali donde vive actualmente (2020) en compañía de la hembra sobreviviente que fue traída del Zoológico de San Francisco.

## Galería

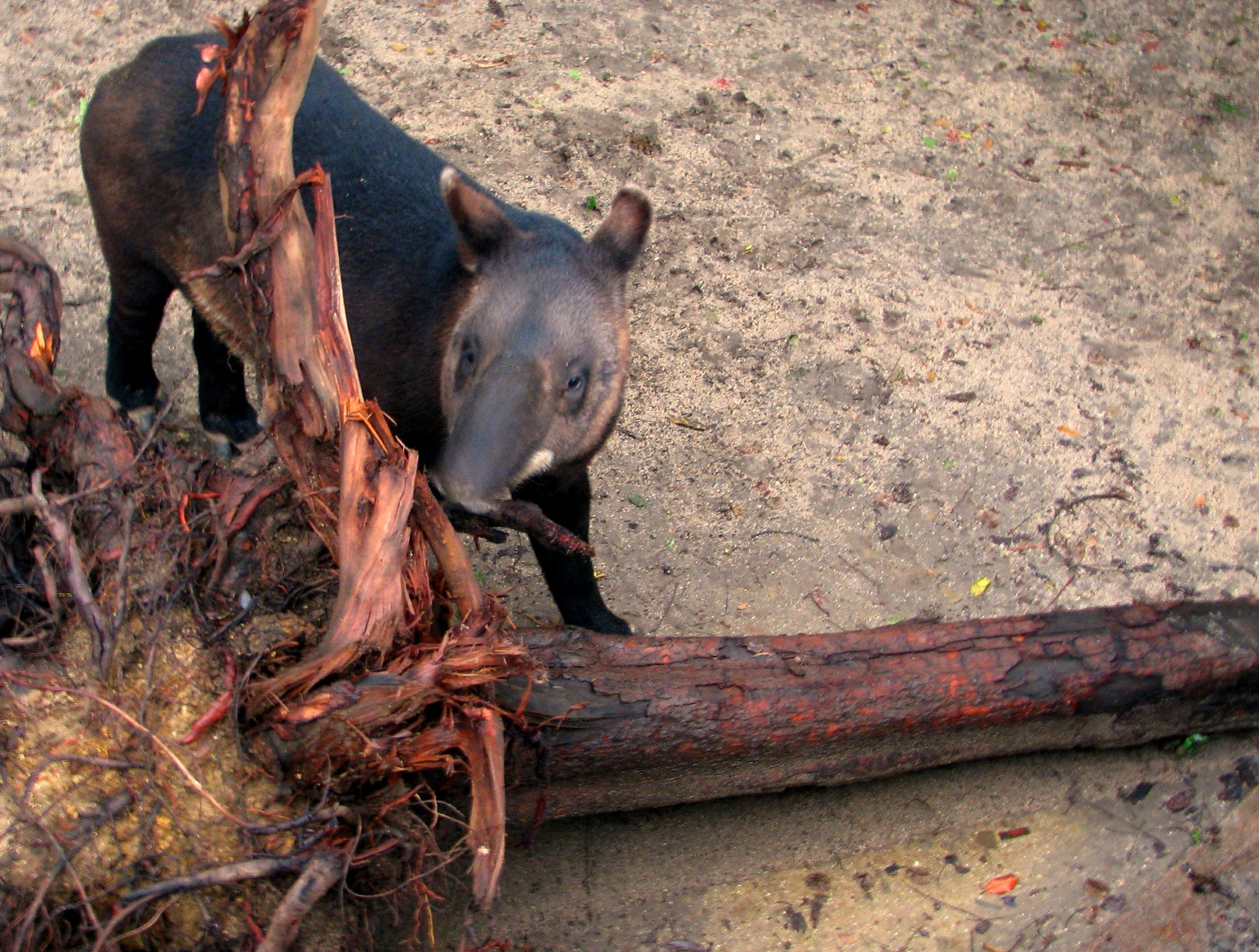
Ejemplar olfateando.
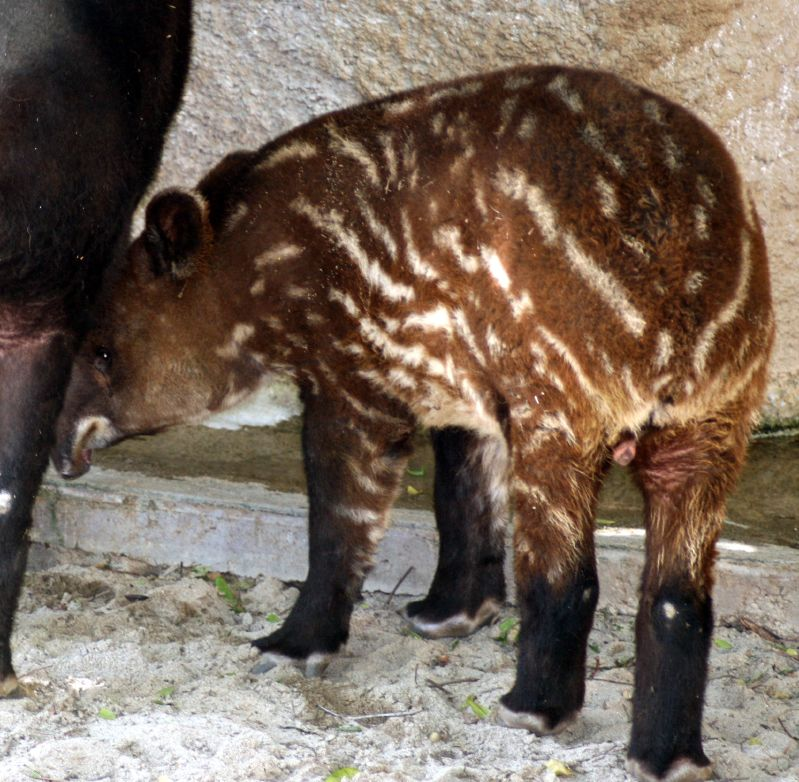
Cría con su característico pelaje.
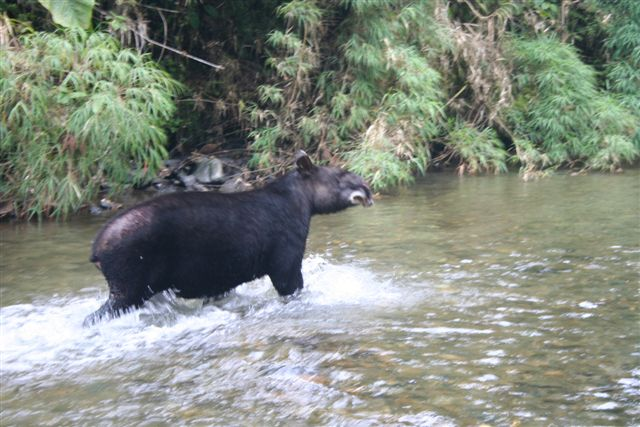
Ejemplar en Sierrazul, Ecuador.
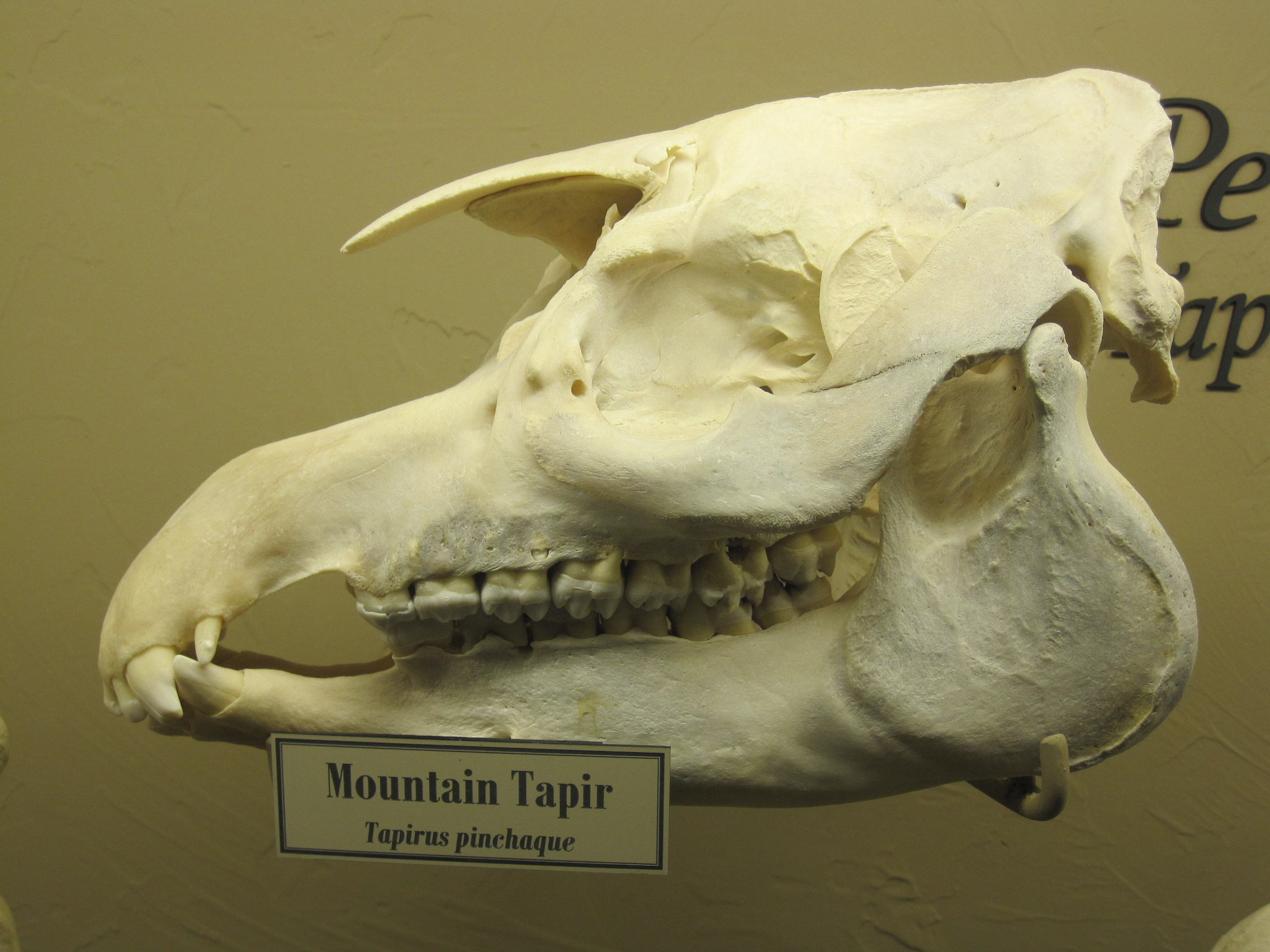
Cráneo en el museo de osteología de Oklahoma City.
Ilustraciones científicas de la publicación Iconographia Zoologica, Universidad de Ámsterdam.